# 이하토브의 풍경지
이하토브의 풍경지(일본어: イーハトーブの風景地)는 일본 이와테현의 일련의 경승지를 묶어서 문화재보호법상의 명승으로 지정한 것이다. 2005년 3월 2일에 명승으로 지정되었고, 2006년 7월 28일자로 이기리스해안이 추가지정되었다.
“이하토브”라는 이름은 이와테현 출신 작가 미야자와 켄지의 작품에서 유래했다. 미야자와의 작품에는 고향 이와테의 풍토를 표현한 자연풍경이 많이 등장한다. ‘이하토브’란 그러한 이와테현의 풍토를 이상화하여 에스페란토처럼 표현한 가공의 지명이다.

## 목록
| 명칭           | 명칭 | 소재지 (좌표) | 미야자와의 작품                                                   | 지정일                         |
| -------------- | ---- | --- | ----------------------------------------------------------------- | ------------------------------ |
| 쿠라카케산     |      | 다키자와시 (북위 39° 49′ 15.62″ 동경 141° 1′ 22.6″ / 북위 39.8210056° 동경 141.022944° )                          | 『쿠라카케의 눈』, 『코이와이 농장 파트 1』 등                    | 2005년(헤이세이 17년) 3월 2일  |
| 나나츠숲       |      | 이와테군 시즈쿠이시정 (북위 39° 41′ 52.0″ 동경 141° 0′ 27.0″ / 북위 39.697778° 동경 141.007500° )                 | 시집 『봄과 수라』에 수록된 「굴절률」 등                         | 2005년(헤이세이 17년) 3월 2일  |
| 오이숲         |      | 이와테군 시즈쿠이시정 (북위 39° 45′ 50.2″ 동경 141° 0′ 51.9″ / 북위 39.763944° 동경 141.014417° )                 | 동화 『狼森と笊森、盗森』、散文詩「小岩井農場」                   | 2005년(헤이세이 17년) 3월 2일  |
| 카마부치폭포   |      | 하나마키시 (북위 39° 27′ 20.2″ 동경 141° 3′ 56.9″ / 북위 39.455611° 동경 141.065806° )                            | 『台川』                                                          | 2005년(헤이세이 17년) 3월 2일  |
| 고린고개       |      | 하나마키시 - 토오노시 - 오슈시 경계 (북위 39° 15′ 35.9″ 동경 141° 21′ 26.9″ / 북위 39.259972° 동경 141.357472° )  | 문어시, 심상스케치, 『봄과 수라』 수록작 다수                     | 2005년(헤이세이 17년) 3월 2일  |
| 타네야마가하라 |      | 오슈시 에사시구 - 게센군 스미타정 경계 (북위 39° 12′ 4.0″ 동경 141° 24′ 6.0″ / 북위 39.201111° 동경 141.401667° ) | 『은하철도의 밤』, 『바람의 마타사부로』, 『타네야마가하라의 밤』 | 2005년(헤이세이 17년) 3월 2일  |
| 이기리스해안   |      | 하나마키시 (북위 39° 23′ 47.4″ 동경 141° 7′ 46.0″ / 북위 39.396500° 동경 141.129444° )                            | 『이기리스해안』                                                  | 2006년(헤이세이 18년) 7월 28일 |